# Kościanki (powiat słupecki)
Kościanki – wieś w Polsce położona w województwie wielkopolskim, w powiecie słupeckim, w gminie Strzałkowo.
Wieś była już wzmiankowana w 1397 roku. Na początku XX wieku była własnością Jerzego Hulewicza.
W latach 1975–1998 miejscowość należała administracyjnie do województwa konińskiego.

## Dwór
We wsi znajduje się zabytkowy zespół dworski: dwór Hulewiczów herbu Nowina z drugiej połowy XIX w. z parkiem, wpisanym do krajowego rejestru zabytków pod nr rej.: 427/169 z 4.09.1989 r. W dworze w Kościankach gościł m.in. Jarosław Iwaszkiewicz, Stanisław Przybyszewski, Emil Zegadłowicz, Ludomir Różycki czy Władysław Reymont. Obecnie w budynku mieści się szkoła.

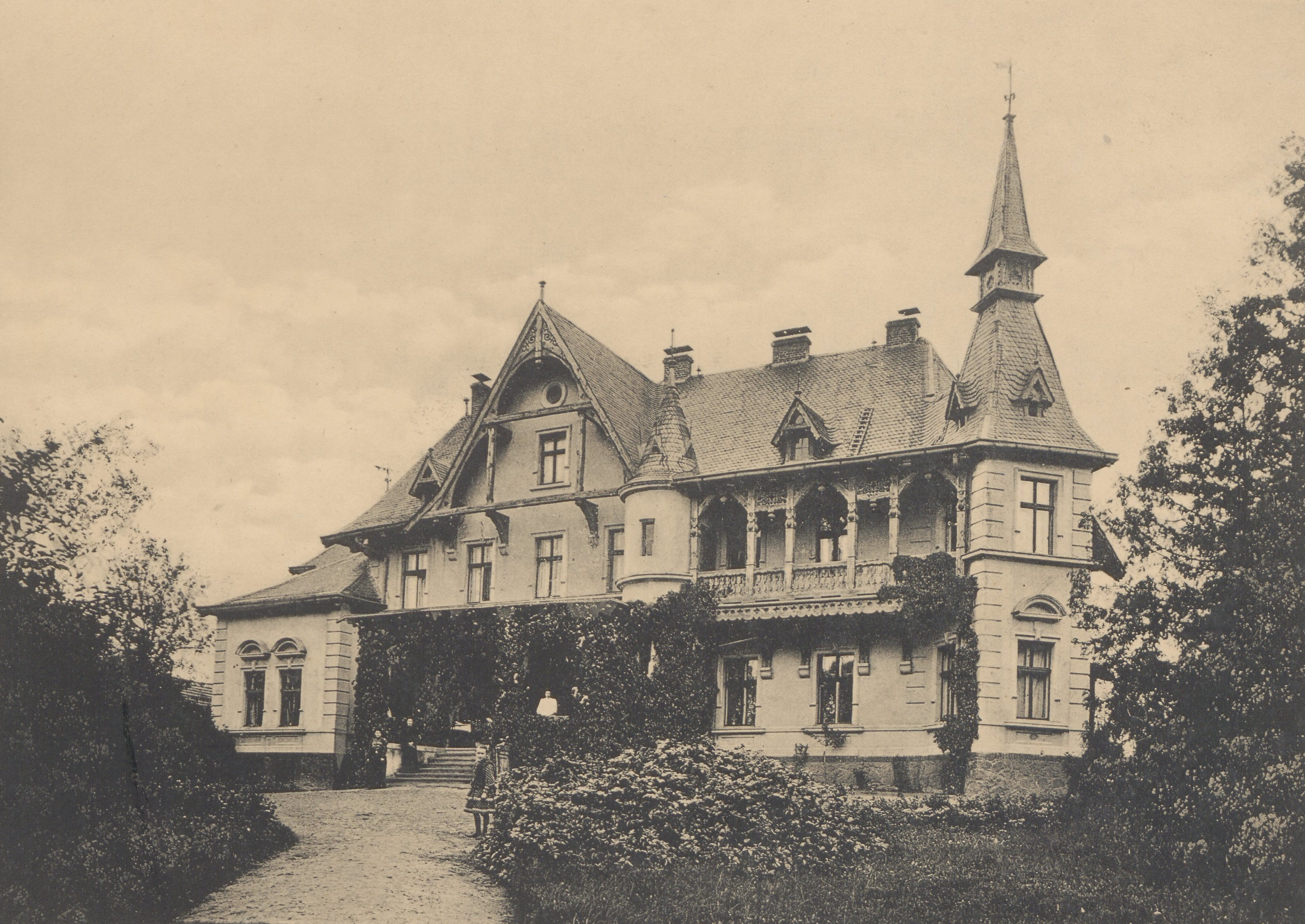
Widok dworu przed 1912